# IHC La Tour
Der IHC La Tour ist ein Schweizer Inlinehockey-Verein, der 1995 in La Tour-de-Peilz gegründet wurde.
Der Verein ist Teil der FSIH – mehrere Mannschaften nehmen an der Meisterschaft teil.
2023 konnte die erste Mannschaft den Aufstieg in die Nationalliga A feiern. Zudem organisierte der Verein die Schweizer Mini Finals, den Halbfinal im Schweizer Cup.

## Bestenliste
- Schweizer Meister der NLA: 2002, 2003, 2004
- Schweizer Meister der NLB: 1999, 2014, 2023

## Infrastruktur
Der IHC La Tour spielt auf einem Teerplatz im Freien, der sich im Centre Sportif de Bel-Air in La Tour-de-Peilz befindet.